# Fornicocassis rufocincta
Fornicocassis rufocincta is een keversoort uit de familie bladkevers (Chrysomelidae). De wetenschappelijke naam van de soort werd in 1917 gepubliceerd door Spaeth.